# César de melhor atriz

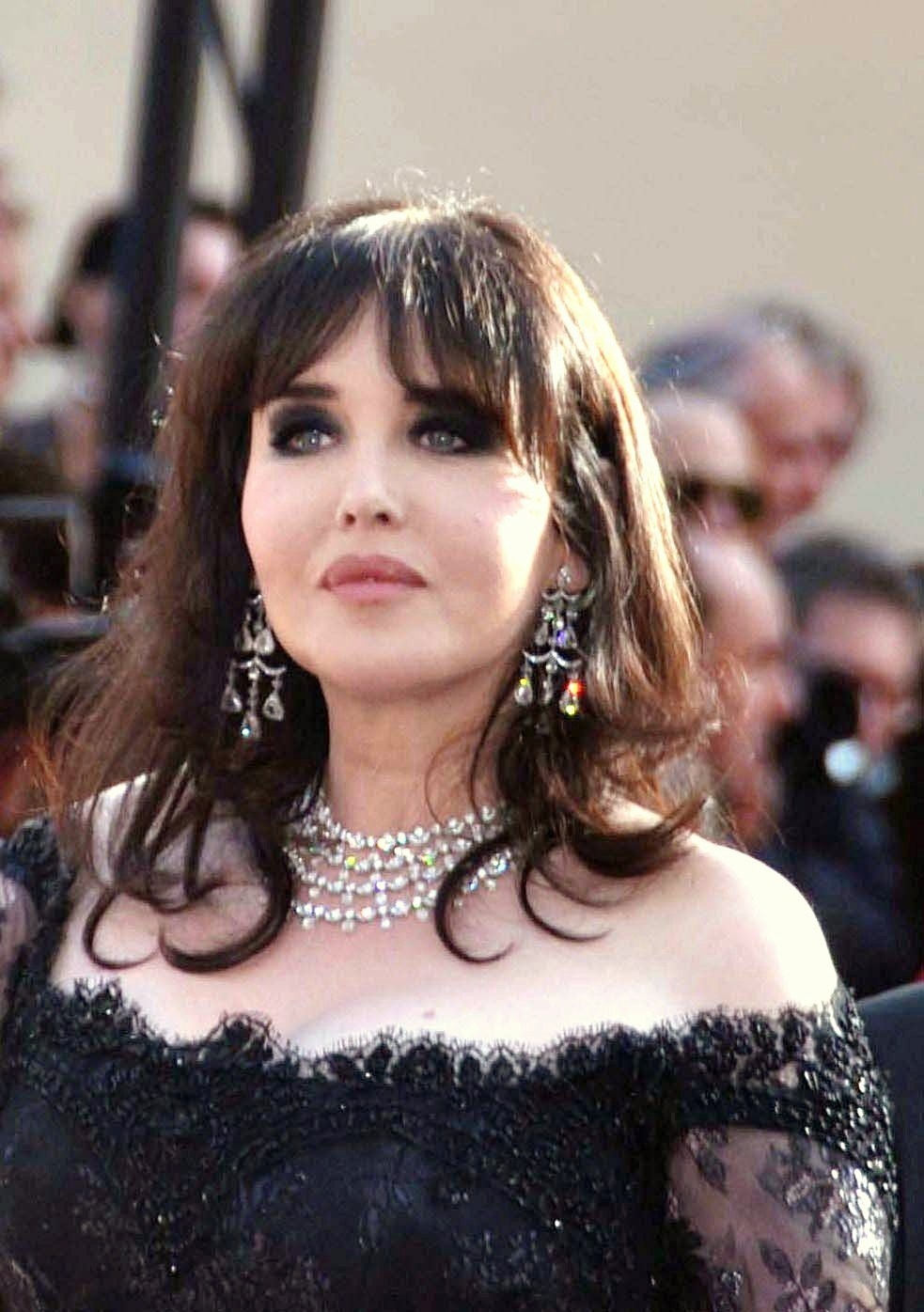
Isabelle Adjani, a atriz mais vencedora desta categoria.

O César de melhor atriz (em francês César de la meilleure actrice) é um prémio cinematográfico atribuído anualmente, desde 1976, pela academia dos Césares, à melhor atriz principal de um filme de produção francesa.
Algumas atrizes venceram esta categoria mais de uma vez:
- Cinco vezes: Isabelle Adjani (1982, 1984, 1989, 1995 e 2010).
- Duas vezes: Romy Schneider (1976 e 1979), Sabine Azéma (1985 e 1987), Catherine Deneuve (1981 e 1993), Nathalie Baye (1983 e 2006), Yolande Moreau (2005 e 2009) e Isabelle Huppert (1996 e 2017).

Aa atrizes que mais vezes foram nomeadas a este prémio são Isabelle Huppert (1 vitória em 1996) e Catherine Deneuve (1 vitória em 1993), cada uma obtendo no total 13 nomeações. Seguidas por Nathalie Baye e Juliette Binoche (9), Miou-Miou e Isabelle Adjani (8), Catherine Frot (7) (1 vitória em 2016), Sandrine Bonnaire e Sabine Azéma (6), Romy Schneider, Emmanuelle Béart, e Isabelle Carré (5), Fanny Ardant e Charlotte Gainsbourg (4), Simone Signoret, Josiane Balasko, Anouk Grinberg, Nicole Garcia, Anémone, Cécile de France, Charlotte Rampling, Sandrine Kiberlain, Audrey Tautou, Kristin Scott Thomas e Marion Cotillard (3), Jeanne Moreau, Annie Girardot, Delphine Seyrig, Nastassja Kinski, Jane Birkin, Yolande Moreau, Sylvie Testud, Karin Viard, Dominique Blanc e Ariane Ascaride (2).
De assinalar que houve apenas duas vezes em que uma atriz com uma interpretação não falada em francês esteve presente entre as vencedoras desta categoria: Isabelle Adjani em 1982 por Possessão (falada em inglês) e Sylvie Testud em 2004 por Stupeur et Tremblements (integralmente falado em japonês).

## Década de 1970
| Ano  | Atriz                                 | Personagem          | Filme                      | Título Brasil          | Título Portugal              |
| ---- | ------------------------------------- | ------------------- | -------------------------- | ---------------------- | ---------------------------- |
| 1976 | Romy Schneider                        | Nadine Chevalier    | L'important c'est d'aimer  | O Importante É Amar    | O Importante É Amar          |
| 1976 | Isabelle Adjani (nomeada aos Óscares) | Adèle Hugo          | L'Histoire d'Adèle H.      | A História de Adèle H. | A História de Adèle H.       |
| 1976 | Catherine Deneuve                     | Nelly Ratabou       | Le Sauvage                 | O Selvagem             | Meu Irresistível Selvagem    |
| 1976 | Delphine Seyrig                       | Anne-Marie Stretter | India Song                 |                        |                              |
| 1977 | Annie Girardot                        | Françoise Gailland  | Docteur Françoise Gailland |                        |                              |
| 1977 | Isabelle Adjani                       | Laure               | Barocco                    |                        | Escândalo de Primeira Página |
| 1977 | Miou-Miou                             | Marie               | F comme Fairbanks          |                        |                              |
| 1977 | Romy Schneider                        | Margot Santorini    | Une femme à sa fenêtre     | Uma Mulher na Janela   |                              |
| 1978 | Simone Signoret                       | Madame Rosa         | La Vie devant soi          |                        |                              |
| 1978 | Brigitte Fossey                       | Juliette            | Les Enfants du placard     |                        |                              |
| 1978 | Isabelle Huppert                      | Béatrice (Pomme)    | La Dentellière             |                        |                              |
| 1978 | Miou-Miou                             | Juliette            | Dites-lui que je l'aime    |                        | Amor Impossível              |
| 1978 | Delphine Seyrig                       | Julie               | Repérages                  |                        |                              |
| 1979 | Romy Schneider                        | Marie               | Une histoire simple        |                        |                              |
| 1979 | Anouk Aimée                           | Jane Romain         | Mon premier amour          |                        |                              |
| 1979 | Annie Girardot                        | Marie Arnault       | La Clé sur la porte        |                        |                              |
| 1979 | Isabelle Huppert                      | Violette Nozière    | Violette Nozière           |                        |                              |

## Década de 1980
| Ano  | Atriz                | Personagem                      | Filme                              | Título Brasil                   | Título Portugal             |
| ---- | -------------------- | ------------------------------- | ---------------------------------- | ------------------------------- | --------------------------- |
| 1980 | Miou-Miou            | Marie                           | La Dérobade                        |                                 |                             |
| 1980 | Nastassja Kinski     | Tess d'Urbeville                | Tess (filme)                       | Tess - Uma Lição de Vida        | Tess                        |
| 1980 | Dominique Laffin     | Dominique                       | La Femme qui pleure                |                                 |                             |
| 1980 | Romy Schneider       | Lydia                           | Clair de femme                     | Um Homem, uma Mulher, uma Noite | Luz da Paixão               |
| 1981 | Catherine Deneuve    | Marion Steiner                  | Le Dernier Métro                   | O Último Metrô                  | O Último Metro              |
| 1981 | Nathalie Baye        | Laurence                        | Une semaine de vacances            |                                 |                             |
| 1981 | Nicole Garcia        | Janine Garnier                  | Mon oncle d'Amérique               |                                 |                             |
| 1981 | Isabelle Huppert     | Nelly                           | Loulou                             |                                 |                             |
| 1982 | Isabelle Adjani      | Anna/Helen                      | Possession                         | Possessão                       | Possessão                   |
| 1982 | Fanny Ardant         | Mathilde Bauchard               | La Femme d'à côté                  |                                 |                             |
| 1982 | Catherine Deneuve    | Hélène                          | Hôtel des Amériques                |                                 |                             |
| 1982 | Isabelle Huppert     | Rose Marcaillou                 | Coup de torchon                    |                                 |                             |
| 1983 | Nathalie Baye        | Nicole Danet                    | La Balance                         |                                 |                             |
| 1983 | Miou-Miou            | Josépha Manet                   | Josepha                            |                                 |                             |
| 1983 | Romy Schneider       | Elsa Wiener/Lina Baumstein      | La passante du Sans-Souci          |                                 |                             |
| 1983 | Simone Signoret      | Madame Baron                    | L'Étoile du Nord                   |                                 |                             |
| 1984 | Isabelle Adjani      | Eliane ("Elle")                 | L'Été meurtrier                    |                                 |                             |
| 1984 | Fanny Ardant         | Barbara Becker                  | Vivement dimanche!                 | De Repente, num Domingo         | Finalmente Domingo!         |
| 1984 | Nathalie Baye        | Helène Georges/Patricia Meyrand | J'ai épousé une ombre              |                                 |                             |
| 1984 | Nicole Garcia        | Marie                           | Les mots pour le dire              |                                 |                             |
| 1984 | Miou-Miou            | Madeleine                       | Coup de foudre                     |                                 | Paixões em Tempo de Guerra  |
| 1985 | Sabine Azéma         | Irène                           | Un dimanche à la campagne          |                                 |                             |
| 1985 | Jane Birkin          | Alma                            | La Pirate                          |                                 |                             |
| 1985 | Valérie Kaprisky     | Ethel                           | La Femme publique                  |                                 | A Mulher Pública            |
| 1985 | Julia Migenes        | Carmen                          | Carmen                             |                                 |                             |
| 1985 | Pascale Ogier        | Louise                          | Les Nuits de la pleine lune        |                                 |                             |
| 1986 | Sandrine Bonnaire    | Mona Bergeron                   | Sans toit ni loi                   |                                 |                             |
| 1986 | Isabelle Adjani      | Helena                          | Subway                             |                                 |                             |
| 1986 | Juliette Binoche     | Nina/Anne Larrieux              | Rendez-Vous                        | Rendez-vous                     | Encontro                    |
| 1986 | Nicole Garcia        | Julia Tombsthay                 | Péril en la demeure                |                                 |                             |
| 1986 | Charlotte Rampling   | Barbara Spark                   | On ne meurt que deux fois          |                                 |                             |
| 1987 | Sabine Azéma         | Romaine Belcroix                | Mélo                               |                                 |                             |
| 1987 | Juliette Binoche     | Anna                            | Mauvais Sang                       |                                 |                             |
| 1987 | Jane Birkin          | Laura                           | La Femme de ma vie                 | A Mulher de Minha Vida          |                             |
| 1987 | Béatrice Dalle       | Betty                           | 37°2 le matin                      | Betty Blue                      | Betty Blue 37º,2 de Manhã   |
| 1987 | Miou-Miou            | Monique                         | Tenue de soirée                    |                                 |                             |
| 1988 | Anémone              | Marcelle                        | Le Grand Chemin                    |                                 |                             |
| 1988 | Sandrine Bonnaire    | Mouchette                       | Sous le soleil de Satan            |                                 |                             |
| 1988 | Catherine Deneuve    | Amanda Weber                    | Agent trouble                      |                                 |                             |
| 1988 | Nastassja Kinski     | Juliette                        | Maladie d'amour                    |                                 |                             |
| 1988 | Jeanne Moreau        | Sabine ("La Major")             | Le Miraculé                        |                                 |                             |
| 1989 | Isabelle Adjani      | Camille Claudel                 | Camille Claudel                    | Camille Claudel                 | A Paixão de Camille Claudel |
| 1989 | Catherine Deneuve    | France                          | Drôle d'endroit pour une rencontre |                                 |                             |
| 1989 | Charlotte Gainsbourg | Janine Castang                  | La Petite Voleuse                  |                                 |                             |
| 1989 | Isabelle Huppert     | Marie Latour                    | Une affaire de femmes              | Um Assunto de Mulheres          | Uma Questão de Mulheres     |
| 1989 | Miou-Miou            | Constance/Marie                 | La Lectrice                        |                                 |                             |

## Década de 1990
| Ano  | Atriz                                   | Personagem                                                                    | Filme                                                              | Título Brasil              | Título Portugal           |
| ---- | --------------------------------------- | ----------------------------------------------------------------------------- | ------------------------------------------------------------------ | -------------------------- | ------------------------- |
| 1990 | Carole Bouquet                          | Florence Barthélémy                                                           | Trop belle pour toi                                                | Linda Demais para Você     | Bela Demais para Ti       |
| 1990 | Sabine Azéma                            | Irène de Courtil                                                              | La Vie et rien d'autre                                             |                            |                           |
| 1990 | Josiane Balasko                         | Colette Chevassu                                                              | Trop belle pour toi                                                | Linda Demais para Você     | Bela Demais para Ti       |
| 1990 | Emmanuelle Béart                        | Marie                                                                         | Les Enfants du désordre                                            |                            |                           |
| 1990 | Sandrine Bonnaire                       | Alice                                                                         | Monsieur Hire                                                      |                            |                           |
| 1991 | Anne Parillaud                          | Nikita                                                                        | Nikita                                                             | Nikita - Criada Para Matar | Nikita - Dura de Matar    |
| 1991 | Nathalie Baye                           | Camille Valmont                                                               | Un week-end sur deux                                               |                            |                           |
| 1991 | Anne Brochet                            | Roxane                                                                        | Cyrano de Bergerac                                                 | Cyrano de Bergerac         | Cyrano de Bergerac        |
| 1991 | Tsilla Chelton                          | Tatie Danielle                                                                | Tatie Danielle                                                     |                            |                           |
| 1991 | Miou-Miou                               | Camille                                                                       | Milou en mai                                                       |                            |                           |
| 1992 | Jeanne Moreau                           | Lady M.                                                                       | La Vieille qui marchait dans la mer                                |                            |                           |
| 1992 | Emmanuelle Béart                        | Marianne                                                                      | La Belle Noiseuse                                                  |                            |                           |
| 1992 | Juliette Binoche                        | Michèle Stalens                                                               | Les Amants du Pont-Neuf                                            | Os Amantes de Pont-Neuf    | Os Amantes da Ponte Nova  |
| 1992 | Anouk Grinberg                          | Joëlle                                                                        | Merci la vie                                                       |                            |                           |
| 1992 | Irène Jacob                             | Wéronika/Véronique                                                            | La Double Vie de Véronique                                         | A Dupla Vida de Véronique  | A Dupla Vida de Véronique |
| 1993 | Catherine Deneuve (nomeada aos Óscares) | Éliane Devries                                                                | Indochine                                                          | Indochina                  | Indochina                 |
| 1993 | Anémone                                 | Mélanie                                                                       | Le Petit Prince a dit                                              |                            |                           |
| 1993 | Emmanuelle Béart                        | Camille                                                                       | Un Cœur en hiver                                                   |                            |                           |
| 1993 | Juliette Binoche                        | Anna Barton                                                                   | Fatale                                                             |                            |                           |
| 1993 | Caroline Cellier                        | Camille                                                                       | Le Zèbre                                                           |                            |                           |
| 1994 | Juliette Binoche                        | Julie Bignon-de-Courcy                                                        | Trois Couleurs: Bleu                                               | A Liberdade É Azul         | Três Cores - Azul         |
| 1994 | Sabine Azéma                            | Célia Teasdale/Sylvie Bell/Irene Pridworthy/Rowena Coombes/Josephine Hamilton | Smoking/No Smoking                                                 | Smoking/No smoking         | Fumar/Não Fumar           |
| 1994 | Josiane Balasko                         | Irène                                                                         | Tout le monde n'a pas eu la chance d'avoir des parents communistes |                            |                           |
| 1994 | Catherine Deneuve                       | Émilie                                                                        | Ma saison préférée                                                 | Minha Estação Preferida    | A Minha Estação Preferida |
| 1994 | Anouk Grinberg                          | Victorine                                                                     | Un, deux, trois, soleil                                            |                            |                           |
| 1994 | Miou-Miou                               | Maheude                                                                       | Germinal                                                           |                            |                           |
| 1995 | Isabelle Adjani                         | Marguerite de France                                                          | La Reine Margot                                                    | A Rainha Margot            | A Rainha Margot           |
| 1995 | Anémone                                 | Maxime Chabrier                                                               | Pas très catholique                                                |                            |                           |
| 1995 | Sandrine Bonnaire                       | Joana d'Arc                                                                   | Jeanne la Pucelle                                                  |                            |                           |
| 1995 | Isabelle Huppert                        | Anne                                                                          | La Séparation                                                      |                            |                           |
| 1995 | Irène Jacob                             | Valentine Dussaut                                                             | Trois Couleurs: Rouge                                              | A Fraternidade É Vermelha  | Três Cores - Vermelho     |
| 1996 | Isabelle Huppert                        | Jeanne                                                                        | La Cérémonie                                                       | Mulheres Diabólicas        | A Cerimónia               |
| 1996 | Sabine Azéma                            | Nicole Bergeade                                                               | Le Bonheur est dans le pré                                         |                            |                           |
| 1996 | Emmanuelle Béart                        | Nelly                                                                         | Nelly et Monsieur Arnaud                                           |                            |                           |
| 1996 | Juliette Binoche                        | Pauline de Théus                                                              | Le Hussard sur le toit                                             |                            |                           |
| 1996 | Sandrine Bonnaire                       | Sophie                                                                        | La Cérémonie                                                       | Mulheres Diabólicas        | A Cerimónia               |
| 1997 | Fanny Ardant                            | Évelyne ("Éva")                                                               | Pédale douce                                                       | Loucas Noites de Batom     |                           |
| 1997 | Catherine Deneuve                       | Marie Leblanc                                                                 | Les Voleurs                                                        |                            | Os Ladrões                |
| 1997 | Charlotte Gainsbourg                    | Marie                                                                         | Love, etc.                                                         |                            |                           |
| 1997 | Anouk Grinberg                          | Marie Abarth                                                                  | Mon homme                                                          |                            |                           |
| 1997 | Marie Trintignant                       | Marie Benjamin                                                                | Le Cri de la soie                                                  |                            |                           |
| 1998 | Ariane Ascaride                         | Jeannette                                                                     | Marius et Jeannette                                                |                            |                           |
| 1998 | Sabine Azéma                            | Odile Lalande                                                                 | On connaît la chanson                                              | Amores Parisienses         | É Sempre a Mesma Cantiga  |
| 1998 | Marie Gillain                           | Aurore de Nevers                                                              | Le Bossu                                                           |                            | O Corcunda                |
| 1998 | Sandrine Kiberlain                      | Mathilde                                                                      | Le Septième Ciel                                                   |                            |                           |
| 1998 | Miou-Miou                               | Nicole                                                                        | Nettoyage à sec                                                    |                            |                           |
| 1999 | Élodie Bouchez                          | Isabelle Tostin ("Isa")                                                       | La Vie rêvée des anges                                             | A Vida Sonhada dos Anjos   | A Vida Sonhada dos Anjos  |
| 1999 | Catherine Deneuve                       | Marianne                                                                      | Place Vendôme                                                      |                            |                           |
| 1999 | Isabelle Huppert                        | Dominique                                                                     | L'École de la chair                                                |                            |                           |
| 1999 | Sandrine Kiberlain                      | France Robert                                                                 | À vendre                                                           |                            |                           |
| 1999 | Marie Trintignant                       | Jeanne                                                                        | Comme elle respire                                                 |                            |                           |

## Década de 2000
| Ano  | Atriz                                    | Personagem                   | Filme                               | Título Brasil                        | Título Portugal                          |
| ---- | ---------------------------------------- | ---------------------------- | ----------------------------------- | ------------------------------------ | ---------------------------------------- |
| 2000 | Karin Viard                              | Emma                         | Haut les cœurs !                    |                                      |                                          |
| 2000 | Nathalie Baye                            | Angèle                       | Vénus Beauté (Institut)             | Instituto de Beleza Vênus            |                                          |
| 2000 | Sandrine Bonnaire                        | Marie Golovine               | Est-Ouest                           |                                      | Vida Prometida                           |
| 2000 | Catherine Frot                           | Pierrette Dumortier          | La Dilettante                       | Pelo Prazer de Viver                 |                                          |
| 2000 | Vanessa Paradis                          | Adèle                        | La Fille sur le pont                |                                      | A Mulher e o Atirador de Facas           |
| 2001 | Dominique Blanc                          | Hélène                       | Stand-by                            |                                      |                                          |
| 2001 | Emmanuelle Béart                         | Pauline                      | Les Destinées sentimentales         |                                      | Os Destinos Sentimentais                 |
| 2001 | Juliette Binoche                         | Madame La                    | La Veuve de Saint-Pierre            | A Viúva de Saint-Pierre              |                                          |
| 2001 | Isabelle Huppert                         | Madame de Maintenon          | Saint-Cyr                           |                                      |                                          |
| 2001 | Muriel Robin                             | Marie-Line                   | Marie-Line                          |                                      |                                          |
| 2002 | Emmanuelle Devos                         | Carla Behm                   | Sur mes lèvres                      |                                      | Nos meus lábios                          |
| 2002 | Catherine Frot                           | Hélène                       | Chaos                               | Caos                                 |                                          |
| 2002 | Isabelle Huppert                         | Erika Kohut                  | La Pianiste                         | A Professora de Piano                | A Pianista                               |
| 2002 | Charlotte Rampling                       | Marie Drillon                | Sous le sable                       | Sob a Areia                          | Sob a Areia                              |
| 2002 | Audrey Tautou                            | Amélie Poulain               | Le Fabuleux Destin d'Amélie Poulain | O Fabuloso Destino de Amélie Poulain | O Fabuloso Destino de Amélie             |
| 2003 | Isabelle Carré                           | Claire Poussin               | Se souvenir des belles choses       |                                      |                                          |
| 2003 | Fanny Ardant                             | Pierrette                    | Huit Femmes                         | 8 Mulheres                           | 8 Mulheres                               |
| 2003 | Ariane Ascaride                          | Marie-Jo                     | Marie-Jo et ses deux amours         | Marie-Jo e Seus Dois Amores          |                                          |
| 2003 | Juliette Binoche                         | Rose                         | Décalage horaire                    | Fuso Horário do Amor                 | Jet Lag                                  |
| 2003 | Isabelle Huppert                         | Augustine                    | Huit Femmes                         | 8 Mulheres                           | 8 Mulheres                               |
| 2004 | Sylvie Testud                            | Amélie Nothomb               | Stupeur et Tremblements             |                                      |                                          |
| 2004 | Josiane Balasko                          | Michèle Varin                | Cette femme-là                      |                                      |                                          |
| 2004 | Nathalie Baye                            | Carole                       | Les Sentiments                      |                                      |                                          |
| 2004 | Isabelle Carré                           | Édith                        | Les Sentiments                      |                                      |                                          |
| 2004 | Charlotte Rampling                       | Sarah Morton                 | Swimming Pool                       | Swimming Pool - À Beira da Piscina   | Swimming Pool                            |
| 2005 | Yolande Moreau                           | Irène                        | Quand la mer monte...               |                                      |                                          |
| 2005 | Maggie Cheung                            | Emily                        | Clean                               |                                      |                                          |
| 2005 | Emmanuelle Devos                         | Nora                         | Rois et Reine                       | Reis e Rainha                        | Reis e Rainha                            |
| 2005 | Audrey Tautou                            | Mathilde                     | Un long dimanche de fiançailles     | Amor Eterno                          | Um Longo Domingo de Noivado              |
| 2005 | Karin Viard                              | Claire Rocher                | Le Rôle de sa vie                   | O Papel de Sua Vida                  |                                          |
| 2006 | Nathalie Baye                            | Commandant Vaudieu           | Le Petit Lieutenant                 | O Pequeno Tenente                    | A Outra Face da Lei                      |
| 2006 | Isabelle Carré                           | Claire Gauthier              | Entre ses mains                     |                                      | Entre as Suas Mãos                       |
| 2006 | Anne Consigny                            | Françoise Rubion ("Fanfan")  | Je ne suis pas là pour être aimé    |                                      |                                          |
| 2006 | Isabelle Huppert                         | Gabrielle Hervey             | Gabrielle                           |                                      |                                          |
| 2006 | Valérie Lemercier                        | Princesse Armelle            | Palais Royal !                      |                                      | Dondoca à Força                          |
| 2007 | Marina Hands                             | Lady Chatterley              | Lady Chatterley                     | Lady Chatterley                      | Lady Chatterley                          |
| 2007 | Cécile de France                         | Jessica                      | Fauteuils d'orchestre               | Um Lugar na Platéia                  | O Lugar Ideal                            |
| 2007 | Cécile de France                         | Marion                       | Quand j'étais chanteur              | Quando Estou Amando                  | Quando Eu Era Cantor                     |
| 2007 | Catherine Frot                           | Ariane Fouchécourt           | La Tourneuse de pages               | Ao Lado da Pianista                  |                                          |
| 2007 | Charlotte Gainsbourg                     | Emma                         | Prête-moi ta main                   | A Noiva Perfeita                     | Como Casar e Ficar Solteiro              |
| 2008 | Marion Cotillard (vencedora dos Óscares) | Édith Piaf                   | La Môme                             | Piaf - Um Hino ao Amor               | La Vie en Rose                           |
| 2008 | Isabelle Carré                           | Anna M.                      | Anna M.                             |                                      |                                          |
| 2008 | Cécile de France                         | Tania                        | Un secret                           | Um Segredo de Família                |                                          |
| 2008 | Marina Foïs                              | Catherine Nicole ("Darling") | Darling                             |                                      |                                          |
| 2008 | Catherine Frot                           | Odette Toulemonde            | Odette Toulemonde                   |                                      | Odette Toulemonde - Lições de Felicidade |
| 2009 | Yolande Moreau                           | Séraphine Louis              | Séraphine                           | Séraphine                            | Séraphine                                |
| 2009 | Catherine Frot                           | Prudence Beresford           | Le Crime est notre affaire          |                                      | O Crime É a Nossa Profissão              |
| 2009 | Kristin Scott Thomas                     | Juliette Fontaine            | Il y a longtemps que je t'aime      | Há Tanto Tempo Que Te Amo            |                                          |
| 2009 | Tilda Swinton                            | Julia                        | Julia                               |                                      | Júlia - Uma Vida de Sombras              |
| 2009 | Sylvie Testud                            | Françoise Sagan              | Sagan                               |                                      |                                          |

## Década de 2010
| Ano                  | Atriz                        | Personagem                 | Filme                        | Título Brasil            | Título Portugal                  |
| -------------------- | ---------------------------- | -------------------------- | ---------------------------- | ------------------------ | -------------------------------- |
| 2010                 | Isabelle Adjani              | Sonia Bergerac             | La Journée de la jupe        |                          | O Dia da Saia                    |
| 2010                 | Dominique Blanc              | Anne-Marie                 | L'Autre                      |                          |                                  |
| 2010                 | Sandrine Kiberlain           | Véronique Chambon          | Mademoiselle Chambon         | Mademoiselle Chambon     | Mademoiselle Chambon             |
| 2010                 | Kristin Scott Thomas         | Suzanne                    | Partir                       |                          | Partir                           |
| 2010                 | Audrey Tautou                | Gabrielle Chanel           | Coco avant Chanel            | Coco antes de Chanel     | Coco avant Chanel                |
| 2011                 | Sara Forestier               | Bahia Benmahmoud           | Le Nom des gens              | Os Nomes do Amor         |                                  |
| 2011                 | Isabelle Carré               | Angélique                  | Les Émotifs anonymes         |                          |                                  |
| 2011                 | Catherine Deneuve            | Suzanne Pujol              | Potiche                      | Potiche - Esposa Troféu  | Potiche - Minha Rica Mulherzinha |
| 2011                 | Charlotte Gainsbourg         | Dawn O'Neil                | L'Arbre                      | A Árvore                 |                                  |
| 2011                 | Kristin Scott Thomas         | Julia Jarmond              | Elle s'appelait Sarah        |                          |                                  |
| 2012                 | Bérénice Bejo                | Peppy Miller               | The Artist                   | O Artista                | O Artista                        |
| 2012                 | Leïla Bekhti                 | Leila                      | La Source des femmes         | A Fonte das Mulheres     | A Fonte do Prazer                |
| 2012                 | Valérie Donzelli             | Juliette                   | La guerre est déclarée       | A Guerra Está Declarada  | Declaração de Guerra             |
| 2012                 | Marina Foïs                  | Iris                       | Polisse                      | Políssia                 | Polissia                         |
| 2012                 | Marie Gillain                | Claire                     | Toutes nos envies            |                          |                                  |
| 2012                 | Karin Viard                  | Nadine                     | Polisse                      | Políssia                 | Polissia                         |
| 2012                 | Ariane Ascaride              | Marie-Claire               | Les Neiges du Kilimandjaro   |                          |                                  |
| 2013                 | Emmanuelle Riva              | Anne                       | Amour                        | Amor                     | Amor                             |
| 2013                 | Marion Cotillard             | Stéphanie                  | De rouille et d'os           | Ferrugem e Osso          | Ferrugem e Osso                  |
| 2013                 | Catherine Frot               | Hortense Laborie           | Les saveurs du palais        |                          |                                  |
| 2013                 | Noémie Lvovsky               | Camille                    | Camille redouble             |                          |                                  |
| 2013                 | Corinne Masiero              | Louise Wimmer              | Louise Wimmer                |                          |                                  |
| 2013                 | Léa Seydoux                  | Sidonie Laborde            | Les Adieux à la reine        |                          | Adeus, Minha Rainha              |
| 2013                 | Hélène Vincent               | Yvette Evrard              | Quelques heures de printemps |                          |                                  |
| 2014                 | Sandrine Kiberlain           | Ariane Felder              | 9 mois ferme                 |                          |                                  |
| 2014                 | Fanny Ardant                 | Caroline                   |                              |                          | Les Beaux Jours                  |
| 2014                 | Bérénice Bejo                | Marie                      | Le Passé                     | O Passado                | O Passado                        |
| 2014                 | Catherine Deneuve            | Bettie                     | Elle s'en va                 | Ela Vai                  |                                  |
| 2014                 | Sara Forestier               | Suzanne                    | Suzanne                      |                          |                                  |
| 2014                 | Emmanuelle Seigner           | Vanda                      | La Vénus à la fourrure       | A Pele de Vênus          | Vénus de Vision                  |
| 2014                 | Léa Seydoux                  | Emma                       | La Vie d'Adèle               | Azul É a Cor Mais Quente | A Vida de Adèle                  |
| 2015                 | Adèle Haenel                 | Madeleine                  | Les Combattants              |                          |                                  |
| 2015                 | Juliette Binoche             | Clouds of Sils Maria       | Maria Enders                 | Acima das Nuvens         |                                  |
| 2015                 | Marion Cotillard             | Sandra Bya                 | Deux jours, une nuit         | Dois Dias, Uma Noite     | Dois Dias, Uma Noite             |
| 2015                 | Catherine Deneuve            | Mathilde                   | Dans la cour                 |                          |                                  |
| 2015                 | Emilie Dequenne              | Jennifer                   | Pas son genre                |                          |                                  |
| 2015                 | Sandrine Kiberlain           | Muriel Bayen               | Elle l'adore                 |                          |                                  |
| 2015                 | Karin Viard                  | Gigi Bélier                | La Famille Bélier            |                          |                                  |
| 2016                 |                              |                            |                              |                          |                                  |
| Catherine Frot       | Marguerite Dumont            | Marguerite                 | Marguerite                   | Marguerite               |                                  |
| Loubna Abidar        | Noha                         | Much Loved                 |                              |                          |                                  |
| Emmanuelle Bercot    | Tony                         | Mon roi                    |                              |                          |                                  |
| Cécile de France     | Carole                       | La Belle Saison            |                              |                          |                                  |
| Catherine Deneuve    | Florence Blaque              | La Tête haute              |                              |                          |                                  |
| Isabelle Huppert     | Isabelle                     | Valley of Love             |                              |                          |                                  |
| Soria Zeroual        | Fatima                       | Fatima                     |                              |                          |                                  |
| 2017                 |                              |                            |                              |                          |                                  |
| Isabelle Huppert     | Michèle Leblanc              | Elle                       | Elle                         | Ela                      |                                  |
| Judith Chemla        | Jeanne Le Perthuis des Vauds | Une Via                    |                              |                          |                                  |
| Marion Cotillard     | Gabriele                     | Mal de pierres             |                              |                          |                                  |
| Virginie Efira       | Victoria Spick               | Victoria                   |                              |                          |                                  |
| Marina Foïs          | Constance                    | Irréprochable              |                              |                          |                                  |
| Sidse Babett Knudsen | Irène Frachon                | La Fille de Brest          |                              |                          |                                  |
| Soko                 | Loïe Fuller                  | La Danseuse                |                              |                          |                                  |
| 2018                 |                              |                            |                              |                          |                                  |
| Jeanne Balibar       | Barbara                      | Barbara                    |                              |                          |                                  |
| Juliette Binoche     | Isabelle                     | Un beau soleil intérieur   |                              |                          |                                  |
| Emmanuelle Devos     | Emmanuelle Blachey           | Numéro Une                 |                              |                          |                                  |
| Marina Foïs          | Olivia                       | L'Atelier                  |                              |                          |                                  |
| Charlotte Gainsbourg | Mina Kacew                   | La Promesse de l'aube      |                              |                          |                                  |
| Doria Tillier        | Sarah Adelman                | Monsieur et Madame Adelman |                              |                          |                                  |
| Karin Viard          | Natalie                      | Jalouse                    |                              |                          |                                  |
| 2019                 | Léa Drucker                  | Miriam Besson              | Jusqu'à la garde             | Custódia                 |                                  |
| 2019                 | Élodie Bouchez               | Alice                      | Pupille                      |                          |                                  |
| 2019                 | Cécile de France             | Madame de La Pommeraye     | Mademoiselle de Joncquières  |                          |                                  |
| 2019                 | Virginie Efira               | Rachel Schwartz            | Un amour impossible          |                          |                                  |
| 2019                 | Adèle Haenel                 | Yvonne Santi               | En liberté !                 |                          |                                  |
| 2019                 | Sandrine Kiberlain           | Karine                     | Pupille                      |                          |                                  |
| 2019                 | Mélanie Thierry              | Marguerite Duras           | La douleur                   |                          |                                  |

## Década de 2020
| Ano  | Atriz              | Personagem      | Filme                             | Título Brasil                  | Título Portugal               |
| ---- | ------------------ | --------------- | --------------------------------- | ------------------------------ | ----------------------------- |
| 2020 | Anaïs Demoustier   | Alice Heimann   | Alice et le Maire                 |                                |                               |
| 2020 | Eva Green          | Sarah Loreau    | Proxima                           |                                |                               |
| 2020 | Adèle Haenel       | Heloïse         | Portrait de la jeune fille en feu | Retrato de uma Jovem em Chamas | Retrato da Rapariga em Chamas |
| 2020 | Noémie Merlant     | Marianne        | Portrait de la jeune fille en feu | Retrato de uma Jovem em Chamas | Retrato da Rapariga em Chamas |
| 2020 | Chiara Mastroianni | Maria Mortemart | Chambre 212                       |                                |                               |
| 2020 | Doria Tillier      | Margot          | La Belle Époque                   |                                |                               |
| 2020 | Karin Viard        | Louise          | Chanson douce                     |                                |                               |